# 1882 års folkskolestadga
1882 års folkskolestadga infördes i Sverige i 20 januari 1882, och trädde i kraft den 1 juni samma år. Genom den sattes den svenska skolplikten till att omfatta barn i åldrarna 7-14 år, i samband med att Sverige alltmer begränsade barnarbetet. Läsårstiden sattes till åtta månader. Avgångsprövning infördes, och slöjd blev ett läroämne. och samtidigt innebar den det definitiva genombrottet för den 1858 införda småskola.

### Fotnoter
1. ↑  ”Herrar agrar-pedagoger (titel på föregående sida)”. Svensk läraretidning. 26 februari 1898. https://runeberg.org/svlartid/1898/0669.html. Läst 6 september 2014.
2. ↑  Hans Högman. ”Göteborgs stadsmuseum”. Hasses hemsida. http://www.skolmuseet.se/skolans_historia.htm. Läst 6 september 2014.